# Charles Amédée Philippe van Loo

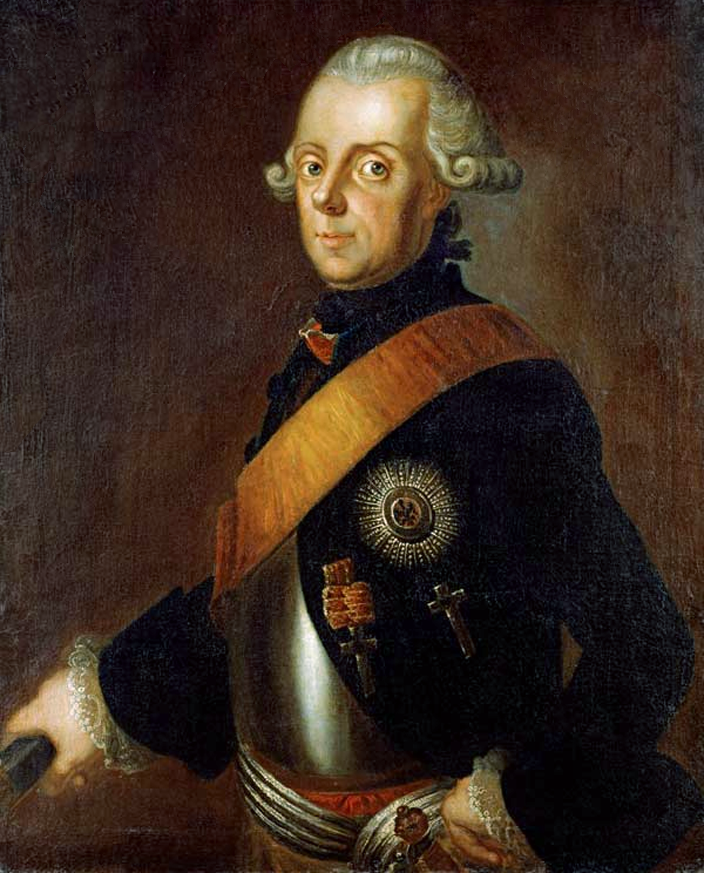
Charles Amédée Philippe van Loo, portret księcia Henryka Pruskiego

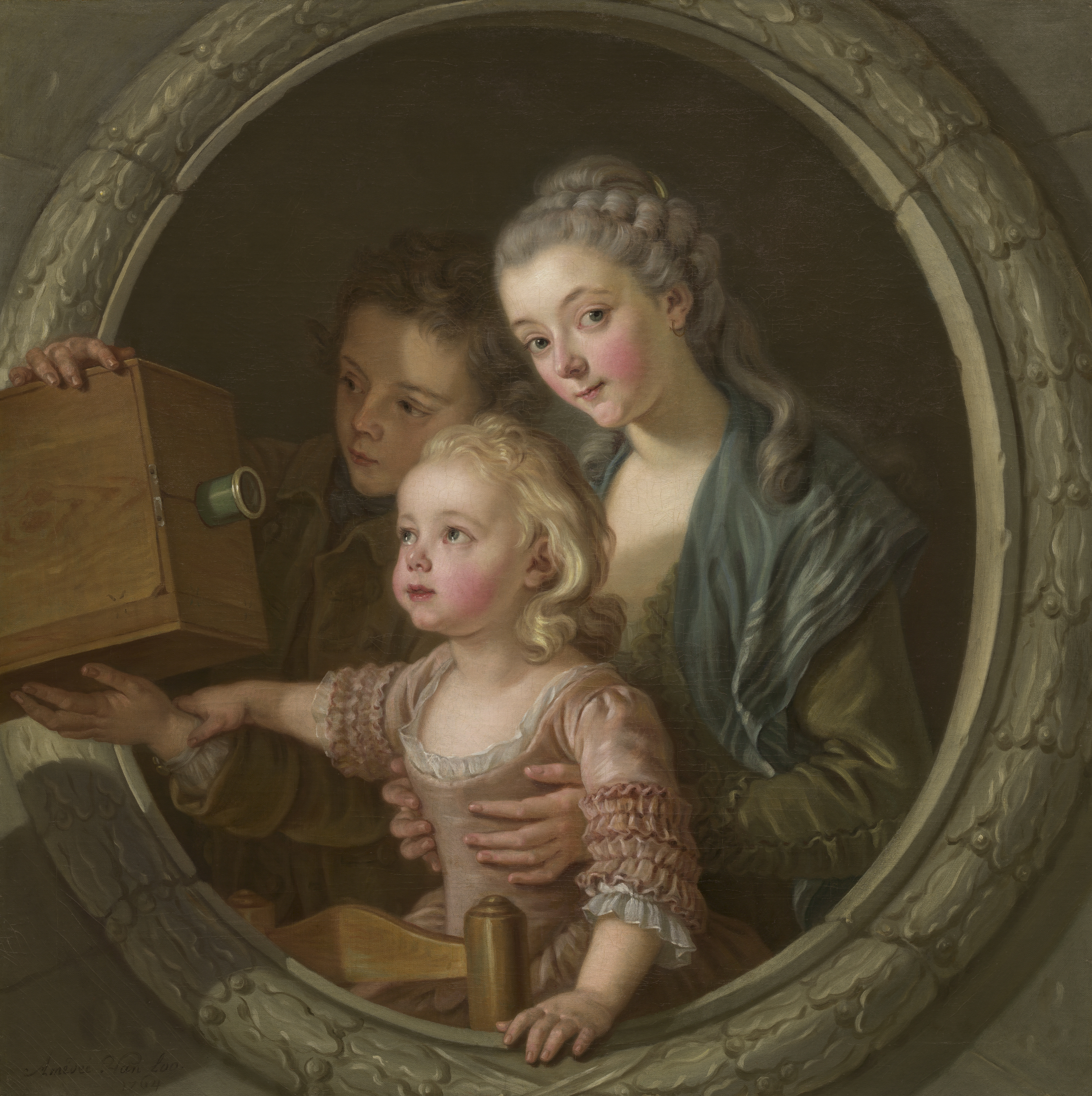
Charles Amédée Philippe van Loo, Camera Obscura

Charles Amédée Philippe van Loo (ur. 25 sierpnia 1719 w Rivoli, zm. 15 listopada 1795 w Paryżu) – malarz francuski z rodziny Van Loo.

## Życiorys
Charles Amédée Philippe van Loo był synem Jeana-Baptiste’a i bratem Louisa Michela. Był uczniem swojego ojca, zaczynając standardowo od kopiowania dawnych mistrzów, by potem uczyć się w szkole artystycznej.
W 1738 wygrał nagrodę Prix Italia, która pozwoliła mu spędzić trzy lata we Włoszech.
W 1748 jego stryj Carle van Loo otrzymał zaproszenie do pracy jako malarz nadworny Fryderyka Wielkiego, króla Prus. Ze względu na swoje zobowiązania nie chciał wyjeżdżać z Francji, dzięki czemu z zaproszenia skorzystał Charles Amédée. W efekcie w latach 1748–1759 pracował w Berlinie. Malował wówczas portrety władcy i osób z jego dworu oraz liczne inne obrazy. Otrzymał także zamówienie na malowidła sufitowe o tematyce mitologicznej w pałacach Poczdamu. W owym czasie jego malarstwo podlegało widocznym wpływom gustu pracodawcy, który cenił twórczość Lancreta i Watteau w stylu fête galante.
Po powrocie do Paryża uczył w École des beaux-arts i wystawiał w salonach, zbierając mieszane recenzje. Spośród krytyków Diderot uważał go za najmniej uzdolnionego z rodziny. W tym okresie powstał jeden z jego innowacyjnych i wysoko cenionych obrazów, przedstawiający cnoty króla Ludwika XV. Gdy obraz był oglądany przez odpowiedni pryzmat, pojawiała się postać króla (zaginiony).
Niedługo po jego namalowaniu udał się na swój drugi długi pobyt w Berlinie, który trwał od 1763 do 1769 roku. W jego trakcie kontynuował zainteresowanie tematami optyki, malując między innymi obraz Camera Obscura (obecnie w kolekcji National Gallery of Art).
Po zakończeniu pracy w Prusach powrócił do roli wykładowcy École des beaux-arts. Wykazywał wówczas zainteresowanie zagadnieniami nauki, malując między innymi zachowane do dziś obrazy przedstawiające eksperymenty z zakresu pneumatyki i elektryczności.
Zmarł w Paryżu 15 listopada 1795.